# Srbijanska ženska rukometna reprezentacija
Srbijanska ženska rukometna reprezentacija predstavlja državu Srbiju u športu rukometu. Prvo značajnije natjecanje na kojem je reprezentacija nastupila je bilo Europsko prvenstvo u rukometu za žene u Švedskoj 2006. Na prvenstvu se reprezentacija nije proslavila. Poslije loših rezultata osvojile u 14. mjesto od 16 reprezentacija.
U odlučujućoj utakmici kvalifikacija za Europsko prvenstvo u Makedoniji protiv Nizozemske novi trener Časlav Dinčić je u podmlađenu reprezentaciju vratio iskusne Tatjanu Medved, Biljanu Balač i Zlatu Palacko i zbog spoja mladosti i iskustva reprezentacije se kvalificirala na prvenstvo na kojem je zabilježila tri poraza u skupini.
U periodu do 2006.-te Srbija je igrala pod imenima  Jugoslavija i  Srbija i Crna Gora. 
Najveći uspjeh je osvajanje srebrne medalje na Svjetskom prvenstvu 2013., 4. mjesto na EP 2012. i zlatna medalja na Mediteranskim igrama 2013. godine.

## Nastupi naOI
Srbijanska ženska rukometna reprezentacija nije sudjelovala ni na jednim Olimpijskim igrama.

## Nastupi naSP
Srbija 2013. 2. mjesto

## Nastupi naEP
Švedska 2006.14.mjesto

Makedonija 2008.: 13. mjesto

Norveška 2010: 14.mjesto

Srbija 2012.: 4.mjesto

Hrvatska i Mađarska 2014.: 15.mjesto